# Згорнє Негонє
Згорнє Негонє (словен. Zgornje Negonje) — поселення в общині Рогашка Слатина, Савинський регіон, Словенія. Висота над рівнем моря: 477,1 м.